# Geostachys decurvata
Geostachys decurvata är en enhjärtbladig växtart som först beskrevs av John Gilbert Baker, och fick sitt nu gällande namn av Henry Nicholas Ridley. Geostachys decurvata ingår i släktet Geostachys och familjen Zingiberaceae. Inga underarter finns listade i Catalogue of Life.